# Girolamo Verallo
Girolamo Verallo (ur. w 1497 w Cori, zm. 10 października 1555 w Rzymie) – włoski kardynał.

## Życiorys
Był jednym z dwanaściorga dzieci rzymskiego lekarza, Girolama Veralli i Giulii Giacovazzi. W młodości studiował prawo, a następnie przybył do Rzymu, gdzie w 1534 został referendarzem Obojga Sygnatur i audytorem Roty Rzymskiej. W latach 1537–1540 pełnił rolę nuncjusza w Wenecji; był także protektorem Ignacego z Loyoli. 20 sierpnia 1540 został wybrany biskupem Bertinoro. 14 listopada 1541 został biskupem Caserty, a dokładnie 3 lata później – arcybiskupem Rossano. W 1542 towarzyszył przyszłemu kardynałowi Ottonowi von Waldburgowi, który ogłaszał bullę Initio nostri huius pontificatus na Sejmie w Norymberdze, informując o rozpoczęciu soboru trydenckiego. Następnie pełnił jeszcze kilka misji legackich. 8 kwietnia 1549 został kreowany kardynałem prezbiterem Santi Silvestro e Martino ai Monti. 9 listopada 1549 został administratorem diecezji Capaccio, jednak z tej funkcji zrezygnował 1 marca 1553. W 1551 zrezygnował także z diecezji Rossano na rzecz swojego brata Paolo. Od 25 lutego 1550 był prefektem Trybunału Sygnatury Sprawiedliwości, a od 17 czerwca 1550 członkiem Świętego Oficjum; obie funkcje sprawował aż do śmierci. Brał udział w kilku konklawe: w 1549-1550, pierwszym w 1555 i drugim w 1555.